# Andrena paradisaea
Andrena paradisaea là một loài Hymenoptera trong họ Andrenidae. Loài này được Warncke mô tả khoa học năm 1975.